# Эттмюллер, Людвиг
Эрнст Мориц Людвиг Эттмюллер (нем. Ludwig Ettmüller; 5 октября 1802, Герсдорф курфюршество Саксония — 15 апреля 1877, Цюрих) — немецкий писатель

, филолог, германист, педагог. Доктор наук (1831).

## Биография
Сын пастора. Первоначально получил домашнее образование под руководством отца. В 1823—1826 годах изучал медицину в Лейпцигском университете, но затем решил заняться германской филологией и историей.
В 1825—1828 годах занимался изучением архивных документов в различных библиотеках Дрездена и Лужиц, в 1827—1828 годах — копировал славянские рукописи в Праге. С 1828 года продолжил учёбу в Йенском университете. При финансовой поддержке великой герцогини Саксен-Веймар-Эйзенахской Марии Павловны исследовал рукописные первоисточники в библиотеке университета.
Во время учёбы в 1823 году стал членом Лейпцигского братства, в 1828 году Йенского братства . В 1831 году защитил докторской диссертацию. В 1832—1833 годах работал в Йенском университете преподавателем средневековой литературы.
С 1833 года — преподаватель немецкого филологии и истории в гимназии Цюриха. Тогда же начал работать в качестве преподавателя новосозданного университета Цюриха. В 1863 году был назначен доцентом древнегерманского языка и литературы в университете. Читал лекции в университете — до самой смерти в 1877 году.

## Научная деятельность
Основными объектами деятельности Эттмюллера была медиевистика. Занимался изучением древнеанглийской грамматики и языка, аллитеративным переводом «Беовульфа» (1840), англосаксонской хрестоматии под названием Engla и Seaxna scopas and boceras (1850), Англосаксонской хроники (1851), славянской мифологии, древнескандинавской поэзии, Песни о Нибелунгах , творчеством Вальтера фон дер Фогельвейде и др.
Автор трудов по истории немецкой литературы: «Deutsche Stammkönige» (1844); «Das verhängnisvolle Zahnweh, oder Karl der Grosse u. der Heilige Goar» (1852); «Karl der Grosse und das fränkische Jungfrauenheer» (1846); «Die Lieder der Edda von den Nibelungen» (1837); «Beowulf» (1840); «Gudrunlieder» (18441); «Handbuch der deutschen Litteratur» (1847); «Theophilus, der Faust des Mittelalters» (1849); «Altnordisches Lesebuch» (1861); «Herbstabend u. Winternächte» (1865—67); «Altnordischer Sagenschatz» (1870).
Участвовал в создании «Справочника по истории немецкой литературы: от древнейших до новейших времен с включением англосаксонской, древнескандинавской и центрально-голландской письменностей». Осуществил ряд публикаций исландских саг в собственном переводе с комментариями.
Отредактировал большое количество стандартных текстов на немецком и нижненемецком языках, а для изучения скандинавской литературы внёс вклад переводом «Прорицание вёльвы» (1831).
Был знакомым композитора Рихарда Вагнера, которому содействовал при создании оперы «Золото Рейна» (1852-1854).